# Arnon (dopływ Cher)
Arnon – rzeka w środkowej Francji, w przeważającej części na terenie departamentu Cher, a na krótkich odcinkach także w Allier, Creuse i Indre, dopływ rzeki Cher. Długość rzeki wynosi 150,5 km, a powierzchnia jej dorzecza 9044 km².
Źródło rzeki znajduje się na terenie gminy Saint-Marien. Rzeka płynie w kierunku północnym. Do Cher uchodzi na zachód od miasta Vierzon.
Większe miejscowości nad rzeką to Culan, Lignières i Chârost.